# FC Twente

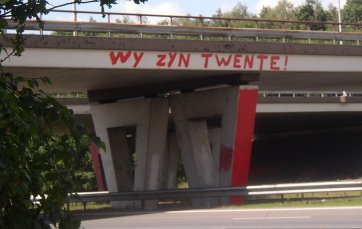
Graffiti FC Twente na estakadzie.

FC Twente (wym. [ɛfˈseɪ̯ ˈtʋɛntə]) – holenderski klub piłkarski z siedzibą w mieście Enschede.

## Historia klubu
Dnia 14 kwietnia 1965 zostały połączone dwa kluby: SC Enschede oraz Enschedesche Boys, wskutek czego powstał nowy klub – FC Twente. Największym sukcesem w historii klubu był finał Pucharu UEFA w 1975, gdy Twente przegrało w meczu (1:5) z niemieckim klubem Borussia Mönchengladbach. W 1925 klub z Enschede, SC Enschede, zdobył mistrzostwo Holandii, zaś w 1974 FC Twente było wicemistrzem Holandii. W Pucharze Holandii klub triumfował 2 razy, w 1977 i 2001, zaś w 2004 przegrał w finale tych rozgrywek z Utrechtem. W 2004 zawodnikiem klubu był przez krótki czas polski junior Michał Protasewicz, natomiast od 2008 gra w nim bramkarz Filip Bednarek (w latach 2008–2012 w sekcji juniorów). W sezonie 2008/2009 klub FC Twente zdobył wicemistrzostwo, a w sezonie 2009/2010 mistrzostwo Holandii. W sezonie 2010/2011 klub ponownie zdobył wicemistrzostwo Holandii. W 2018 klub zajął ostatnie 18. miejsce w Eredivisie i spadł do drugiej ligi.

## Osiągnięcia
| Trofeum              | Zwycięstwo       | Drugie miejsce         |
| -------------------- | ---------------- | ---------------------- |
| Mistrzostwo Holandii | 2010             | 1974, 2009, 2011       |
| Puchar Holandii      | 1977, 2001, 2011 | 1975, 1979, 2004, 2009 |
| Superpuchar Holandii | 2010, 2011       | 2001                   |
| UEFA Cup             | –                | 1975                   |

## Trenerzy
Stan na 21 lipca 2021
| Nr | Sezony    |                      | Trener                        |
| -- | --------- | -------------------- | ----------------------------- |
| 1  | 1965–1966 | Austria              | Friedrich Donenfeld           |
| 2  | 1966–1972 | Holandia             | Kees Rijvers                  |
| 3  | 1972–1979 | Luksemburg           | Spitz Kohn                    |
| 4  | 1979–1981 | Holandia             | Hennie Hollink                |
| 5  | 1981–1982 | Holandia             | Rob Groener                   |
| 6  | 1982–1983 | Luksemburg           | Spitz Kohn                    |
| 7  | 1983–1986 | Niemcy               | Fritz Korbach                 |
| 8  | 1989–1992 | Holandia             | Theo Vonk                     |
| 9  | 1992–1994 | Holandia             | Rob Baan                      |
| 10 | 1994–1996 | Holandia             | Issy ten Donkelaar            |
| 11 | 1996–1999 | Niemcy               | Hans Meyer                    |
| 12 | 1999–2001 | Holandia             | Fred Rutten                   |
| 13 | 2001–2002 | Holandia             | John van ’t Schip             |
| 14 | 2002–2004 | Belgia               | René Vandereycken             |
| 15 | 2004–2006 | Holandia             | Rini Coolen                   |
| 16 | 2006      | Holandia             | Jan van Staa (tymczasowy)     |
| 17 | 2006–2008 | Holandia             | Fred Rutten                   |
| 18 | 2008–2010 | Anglia               | Steve McClaren                |
| 19 | 2010–2011 | Belgia               | Michel Preud’homme            |
| 20 | 2011–2012 | Holandia             | Co Adriaanse                  |
| 21 | 2012–2013 | Anglia               | Steve McClaren                |
| 22 | 2013      | Holandia             | Alfred Schreuder (tymczasowy) |
| 23 | 2013–2014 | Holandia             | Michel Jansen (tymczasowy)    |
| 24 | 2014–2015 | Holandia             | Alfred Schreuder              |
| 25 | 2015–2017 | Holandia             | René Hake                     |
| 26 | 2017      | Bośnia i Hercegowina | Marino Pušić (tymczasowy)     |
| 27 | 2017–2018 | Holandia             | Gertjan Verbeek               |
| 28 | 2018–2019 | Bośnia i Hercegowina | Marino Pušić                  |
| 29 | 2019–2020 | Hiszpania            | Gonzalo García García         |
| 30 | 2020–     | Holandia             | Ron Jans                      |

## Skład w sezonie 2020/2021
| Nr | Poz. | Piłkarz                                        |
| -- | ---- | ---------------------------------------------- |
| 1  | BR   | Lars Unnerstall                                |
| 2  | OB   | Giovanni Troupée                               |
| 3  | OB   | Robin Pröpper                                  |
| 4  | OB   | Julio Pleguezuelo                              |
| 5  | OB   | Gijs Smal                                      |
| 6  | PO   | Wout Brama (kapitan)                           |
| 7  | NA   | Václav Černý                                   |
| 8  | PO   | Luka Ilić (wypożyczony z Manchester City F.C.) |
| 9  | PO   | Jody Lukoki                                    |
| 10 | NA   | Virgil Misidjan                                |
| 11 | NA   | Queensy Menig                                  |
| 15 | OB   | Kik Pierie                                     |

| Nr | Poz. | Piłkarz             |
| -- | ---- | ------------------- |
| 17 | OB   | Jayden Oosterwolde  |
| 19 | PO   | Ramiz Zerrouki      |
| 20 | OB   | Godfried Roemeratoe |
| 22 | BR   | Jeffrey de Lange    |
| 30 | BR   | Ennio van der Gouw  |
| 32 | PO   | Jesse Bosch         |
| 35 | NA   | Mees Hilgers        |
| 37 | PO   | Thijs van Leeuwen   |
| 38 | PO   | Max Bruns           |
| 39 | NA   | Daan Rots           |
| 40 | PO   | Casper Staring      |
| 43 | OB   | Dario Đumić         |